# Како (крейсер)

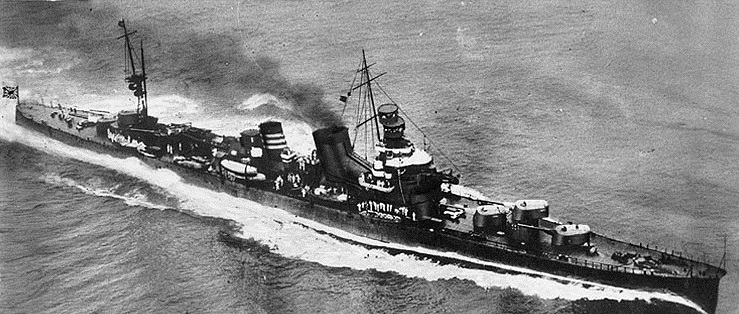
Како у 1928 році, видно одинарні установки головного калібру

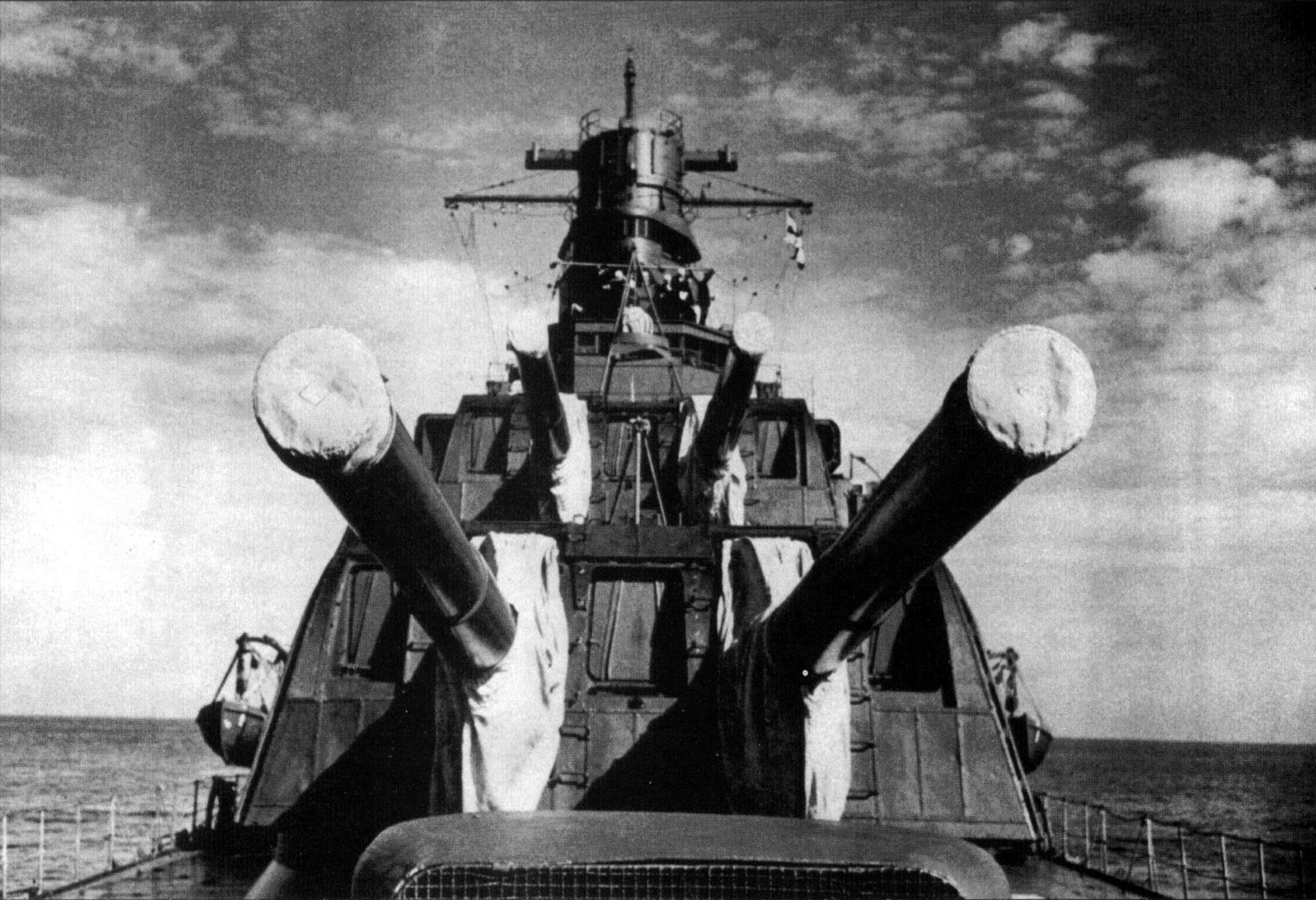
Како після модернізації із спареними установками головного калібру

Како (Како, яп. 加古) — важкий крейсер Імперського флоту Японії, який взяв участь у Другій світовій війні.
Корабель, який належав до крейсерів типу «Фурутака», спорудили у 1926 році на верфі компанії Kawasaki в Кобе.
У 1928 році на одній з башт крейсера встановили платформу для запуску гідролітака Heinkel HD 25. Втім, ця система була не надто перспективною і в 1932-му під час модернізації на Како змонтували катапульту та надали можливість нести гідролітак Nakajima E4N2. Тоді ж 76-мм зенітні гармати замінили чотирма 120-мм.
З липня 1936 по грудень 1937 Како пройшов модернізацію на верфі в Сасебо. При цьому його шість 200-мм гармат головного калібру в одиночних баштах замінили на таку ж кількість 203-мм гармат, розташованих по дві у трьох баштах, а на додачу до чотирьох 120-мм зенітних гармат змонтували чотири спарені установки 25-мм зенітних автоматів. Шість фіксованих двотрубних торпедних апаратів замінили на два чотиритрубні з можливістю додаткового наведення. Також встановили більш потужну катапульту та надали можливість нести два гідролітаки замість одного.
Станом на 1941 рік корабель належав до 6-ї дивізії крейсерів, яку призначили для підтримки операцій у Океанії. 24 грудня Како разом з трьома іншими кораблями дивізії рушив від Тітідзіми (острови Огасавара) для підтримки майбутньої операції з оволодіння островом Гуам у південній частині Маріанського архіпелагу. 10 грудня відбулась висадка на Гуамі, нечисленний гарнізон якого швидко припинив спротив, і тієї ж доби 6-та дивізія прибула на атол Трук у центральній частині Каролінських островів (тут ще до війни створили потужну базу японського ВМФ, з якої до лютого 1944-го провадились операції в цілому ряді архіпелагів).
За добу до того напад японців на острів Вейк зазнав невдачі й тепер японське командування виділило для нової операції набагато більші сили, до яких, зокрема, увійшов і Како. Як наслідок, 23 грудня 1941-го гарнізон острова був швидко примушений до капітуляції, а 10 січня 1942-го Како повернувся на Трук.
18 січня 1942-го Како та інші крейсери 6-ї дивізії вийшли в море в межах операції захоплення архіпелагу Бісмарка і 23 січня, в день висадки в Кавієнзі та Рабаулі, перебували за сотню кілометрів на північний захід від останнього та забезпечували дистанційне прикриття транспортного загону. І в цьому випадку десантна операція швидко завершилась успіхом, а втручання важких крейсерів не знадобилось.
1 лютого 1942-го вороже авіаносне з'єднання завдало удару по японських базах на Кваджелейні та Вотьє (Маршаллові острови), після чого японці вислали туди значні сили (зокрема, з Труку попрямували 3 авіаносці). Како у складі своєї дивізії також попрямував на схід Мікронезії та 4 лютого прибув на Кваджелейн, проте якихось результатів цей похід не приніс, оскільки метою американської операції було лише здійснення рейду зі швидким відходом. 10 лютого Како вже був на Труці.
20 лютого 1942-го Како та ще 2 важкі й 2 легкі крейсери вийшли в море, готуючись до протидії ворожому авіаносному з'єднанню, яке виявили на початковому етапі рейду проти Рабаула. Враховуючи втрату ефекту несподіванки, американці відмовились від рейду, а японські кораблі 23 лютого повернулись на Трук.
2—5 березня 1942-го Како разом з іншими кораблями дивізії пройшов з Трука до Рабаула і невдовзі вирушив звідси для дистанційного прикриття загону, який мав доправити десант на Нову Гвінею до Лае (на сході острова у глибині затоки Хуон). Висадка 8 березня не зустріла спротиву і тієї ж доби 6-та дивізія полишила цей район (можливо відзначити, що 10 березня загін висадки став ціллю для американської авіаносної авіації, унаслідок удару якої по Лае ряд допоміжних суден були втрачені, а половина бойових кораблів зазнала пошкоджень). Разом з нею відбула й 18-та дивізія, яка мала два легкі крейсери та протягом наступного місяця діяла разом з 6-ю дивізією.

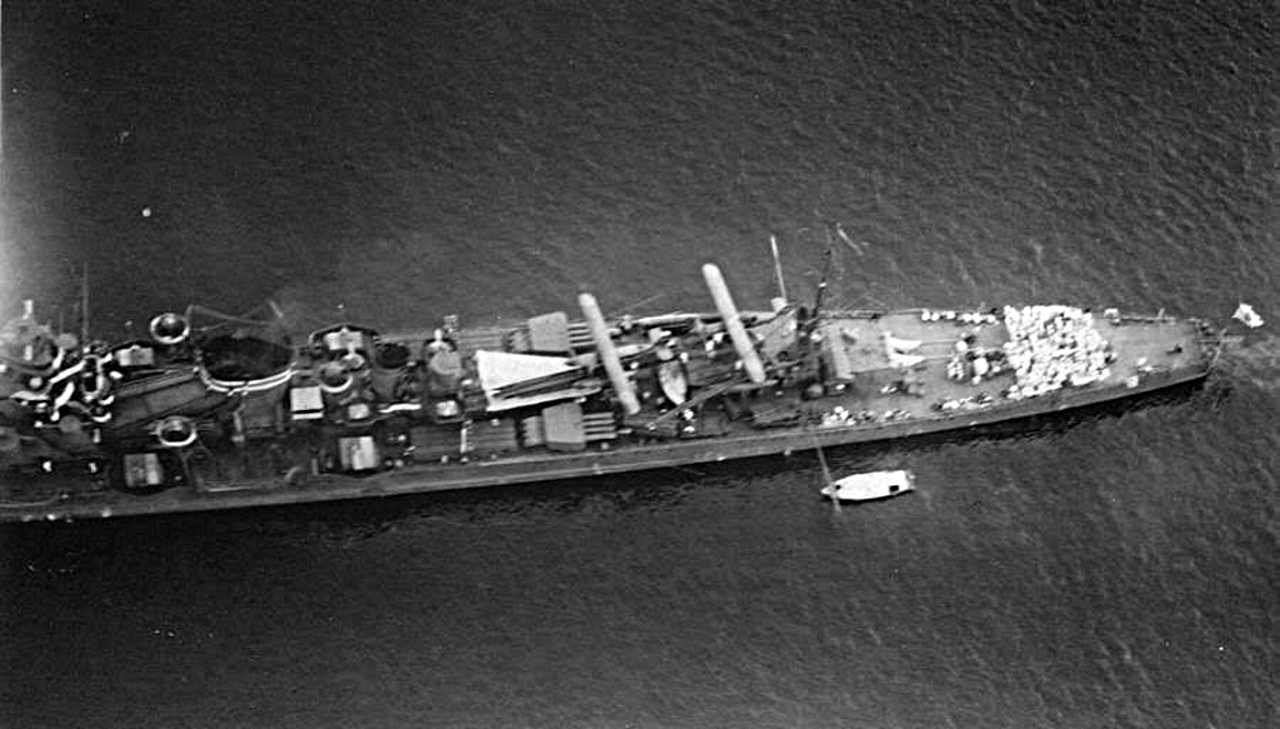
Вид Како з повітря, осінь 1941. Гарно видно торпедні апарати крейсера

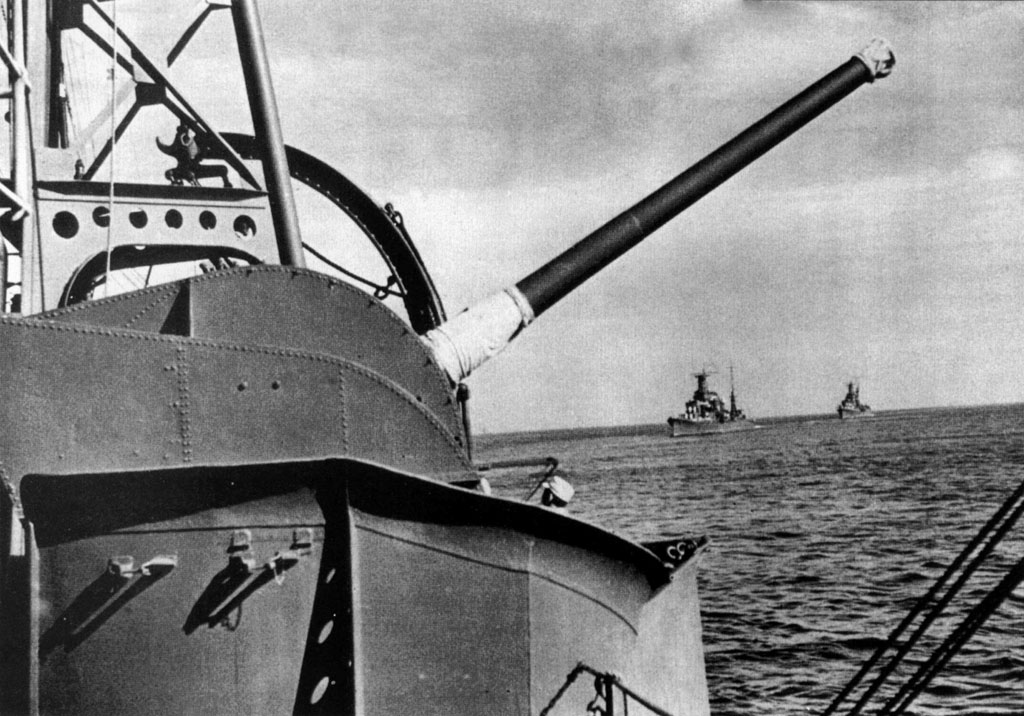
120-мм зенітна гармата крейсера

9 березня 1942-го Како та інші 5 крейсерів прибули до Буки (порт на однойменному острові біля північного завершення значно більшого острова Бугенвіль), потім протягом наступних тижнів здійснили ряд переходів за маршрутом Бука — Рабаул — Бука — прохід Мьове (район Кавієнга) — Рабаул, а з 28 березня були залучені до операції, під час якої японці зайняли якірну стоянку Шортленд (прикрита групою невеликих островів Шортленд акваторія біля південного завершення острова Бугенвіль) та порт Кієта (східне узбережжя Бугенвіля). 1 квітня дивізії повернулись до Рабаула, потім знову перейшли до проходу Мьове, а 7—8 квітня пройшли до острова Манус у групі островів Адміралтейства в межах операції по осадженню гарнізоном цього пункту, розташованого за шість сотень кілометрів на північний захід від Рабаула, поблизу комунікацій, що вели до архіпелагу Бісмарка з Труку та іншого важливого транспортного хабу Палау. У цій операції, так само як і у зайнятті Шортленду та Кієти, крейсерські сили супроводжували кораблі 30-ї дивізії ескадрених міноносців. 8 — 10 квітня всі крейсери здійснили перехід з Мануса на Трук.
Через кілька тижнів Како був залучений до операції, яка мала за мету узяття під контроль центральних та східних Соломонових островів, а також Порт-Морсбі на оберненому до Австралії узбережжі Нової Гвінеї. 30 квітня 1942-го він разом з іншими крейсерами 6-ї дивізії полишив Трук та попрямував на південь. З 3 травня крейсери перебували на якірній стоянці поблизу Буки та мали завдання на дистанційне прикриття висадки на Тулагі на сході Соломонових островів. Втім, це ніяк не допомогло десантному загону, коли 4 травня по ньому завдали удару літаки з американських авіаносців, хоча Како з іншими крейсерами і здійснили вихід в бік Тулагі. 5 травня вони повернулись до Бугенвілю (тільки на якірну стоянку Шортленд), де дозаправились та наступної доби вийшли в море, маючи завдання у взаємодії з легким авіаносцем «Сьохо» забезпечувати прикриття транспортів з військами для десанту в Порт-Морсбі. 7 травня «Сьохо» потопила американська авіаносна авіація, причому крейсери не змогли подати йому жодної допомоги (можливо відзначити, що кількох вцілілих підбере есмінець «Яйой»). Наступного дня відбулась битва авіаносців у Кораловому морі, за результатами якої японське командування вирішило припинити операцію. Після цього Како разом зі ще одним важким крейсером дістали завдання прикривати відхід транспортів з військами до Рабаула (два інші крейсери відокремились для супроводу пошкодженого авіаносця). 9 травня загін Како зайшов на Шортленд, потім перейшов до Буки, а 14—22 травня Како прямував до Куре, де пройшов короткочасний доковий ремонт, відтак 16—23 червня здійснив зворотний перехід на Трук.
Станом на початок серпня 1942-го Како перебував на якірній стоянці у проході Мьове. 7 серпня союзники висадились на сході Соломонових островів, що започаткувало шестимісячну битву за Гуадалканал, і 8 серпня Како рушив до цього острова у складі загону з 5 важких та 2 легких крейсерів і 1 есмінця. У ніч проти 9 числа відбувся бій біля острова Саво, під час якого японцям вдалося знищити одразу чотири важкі крейсери союзників. Відомо, що Како взяв участь у потопленні HMAS Canberra (разом з «Тьокай», «Фурутака» і «Аоба»), USS Astoria (з «Тьокай», «Кінугаса» і «Аоба») та USS Vincennes (з «Кінугаса», «Тьокай» і легким крейсером «Юбарі»). Крім того, ймовірно саме торпеда з «Како» вразила важкий крейсер USS Chicago (ще одна торпеда поцілила його, але не здетонувала), втім, пошкоджений корабель зміг полишити поле бою (згодом загине під час битви за Гуадалканал, але вже у січні 1943-го). Сам «Како» не зазнав жодного влучання снарядами, але втратив свій гідролітак, який провадив розвідку під час бою.
Під час повернення до Кавієнгу настали наслідки того, що 6-та дивізія зазвичай пересувалась без ескорту. Вранці 10 серпня її колону помітили з американського підводного човна S-44. Останній дав чотириторпедний залп і три торпеди поцілили Како. За 7 хвилин він почав занурюватись, а потім затонув. Загинуло 68 членів екіпажу, ще 649 осіб врятували інші крейсери 6-ї дивізії.